# 辯護人 (電影)
是一部2013年上映的韓國電影。以1980年代第五共和國初期發生於釜山的釜林事件為背景，講授一名稅務律師因為突如其來的案件，決意冒著得罪獨裁者的風險，投身人權運動。由宋康昊飾演的律師主角宋佑碩。原型為历史上為受害人作人權辯護的韓國已故前總統盧武鉉。

## 剧情
1980年代初，只有釜山商业高中学历、既没钱也没背景的宋佑碩，苦讀了七年，方才通过司法考试。創下了韓國歷史上第一個高中學歷者考取司法官的紀錄。取得法官和检察官录用资格，在大田市地方法院担任法官。但比起法官的高社會地位，他更想賺錢。
為了賺錢，他辭去法官一職，當起了律師，從事不動產登記。宋佑碩四處鞠躬哈腰，努力在路邊发名片、揽生意，紆尊降貴的作為被所有同業都瞧不起，但是他很快赚了大钱，为妻小买下了一間憧憬已久的大廈美屋，他創業成功後，原本輕視他的同業律師們都搶著做不動產登記，案件日漸減少，於是佑硕又憑藉著高中所學的會計學，改當税务律师。
宋佑碩昔年發憤寒窗時，曾經向一家小饭馆賒帳，但因經濟拮据，只好賴帳。等他功成名就，到了飯館還錢時，老闆娘崔顺爱卻不肯收，只叫他常來光顧，佑硕立誓報答。有一天，顺爱的兒子镇宇突然失踪了，顺爱不得不歇業寻找儿子。在宋佑碩帮助下，两人在看守所见到了遍体鳞伤的镇宇，原来朴镇宇与其他数名同学一起組讀書會，讀的是英國籍作家愛德華·卡爾的書，卻被国安人员当作赤色分子（빨갱이）逮捕，镇宇等人受到严刑拷打折磨，被迫写下了自白书。
當時透過雙十二政變上臺的全斗焕執政，執行军事独裁，壓制民主，四處搜捕異議分子。所以韓國普遍出現要求民主的學生運動，全斗焕政府誣以「赤色分子」罪名，導致抗爭學生下場非「死」即「關」。釜山“良书组合”的21名学生成员被以赤色分子罪名逮捕，受到良知的驱动，且為了順愛的恩情，宋佑硕决定冒著被當局報復的風險，在毫不公正的法庭上为维护被拘留者权益与检察官斗争6个月。一位检察官甚至在庭外威胁他说“我警告你！现在是可以让一两名律师神不知鬼不觉地死去的世界.......”

## 演員
- 宋康昊：宋佑碩律師
- 金姈愛：飯館老闆娘崔順愛
- 吳達庶：朴東豪，宋佑碩律師事務所事務長。
- 郭度沅：車東英警官
- 任時完：朴鎮宇，崔順愛之子。
- 宋永彰：法官
- 鄭原仲：金常弼
- 趙敏基：姜炯哲檢察官
- 李恒娜：秀敬，宋佑碩的妻子。
- 李聖旻：李允澤，報社記者，宋佑碩的高中同學。
- 車恩在：文雅，宋佑碩律師事務所行政助理。
- 車光洙：朴炳浩
- 韓基重：李興基
- 沈熙燮：尹尚柱，中尉軍醫官。
- 赵莞基：基雄
- 刘河福：保安司上校
- 池建宇：警察
- 趙有信：釜山律师
- 李善熙：女学生
- 张利予：女学生
- 郑俊元：建宇
- 朴成根：司法代笔人
- 金灿利：校友
- 元镐燮：校友
- 权五镇：工头
- 李薛九：工头
- 金胜泰：《釜山新报》政治部长
- 黄建：刘政赫的律师
- 杨道贤：申检察官
- 郑元祖：调查检察官
- 薛昌熙：记者
- 金佳英：受害者的家人
- 全光镇：法庭警卫员
- 李姃垠：公寓主人
- 柳秀榮：李倉俊，海東建設副會長。（特别出演）
- 朴修荣：嚴泰南（特别出演）

## 票房
《辯護人》純制作費42億韓元，加上宣傳費等總制作費共計75億韓元，盈虧平衡點約250萬至260萬名觀眾。首週觀影數達175萬人次，使得宋康昊成為首位單年吸引超過2千萬觀影人次的韓國演員，他在2013年參演的《雪國列車》和《觀相》累計觀影人數分別為934萬人次和913萬人次。平安夜和耶誕節分別吸引觀眾44.6747萬人次和64.0546萬人次，並刷新了2009年《阿凡達》的耶誕節最高票房紀錄60.2123萬人。上映第12天觀影人數突破500萬，第33天突破1000萬，成為第九部觀影人數超過1000萬的韓國本土電影。。最終觀影人次為11,374,610次。

## 花絮
由於主角宋佑碩原型是已故的前韓國總統盧武鉉，韓國人對盧武鉉喜惡並見，許多知名演員為了避免爭議，不願接演這個角色，宋康昊起初也是拒絕出演，他認為不太適合扮演真實人物，之所以會出演，是將電影內容當作是那個時期人們的故事，而不是某一個特定的人物。

## 影響
隨著電影大賣，盧武鉉的相關書籍銷售量也劇增，包括盧武鉉基金會所編寫盧武鉉自傳《命運》，盧武鉉生前所寫的《老婆幫幫我》、《成功與挫折》，柳時敏所寫的《傻瓜盧武鉉》、《盧武鉉評傳》皆在暢銷書週排行榜上有名。電影中提到的書籍亦是，主角和檢方就愛德華·霍列特·卡爾的《何謂歷史》是否屬於危險書籍而展開激烈爭論，這本書每週銷量只有10本左右，電影上映後曾增至4倍以上，資深媒體人李泳禧的《轉換時代的倫理》和趙世熙的小說《矮子射上來的小球》銷量也分別增加1.5倍。
出演《辩护人》之後，宋康昊被韓國前總統朴槿惠領導的執政黨政府拉入文艺界黑名单，对其演艺事业造成了影响。

## 荣誉
- 2014年第5屆年度電影獎[12]
  - 男主角獎：宋康昊
- 2014年第19屆春史電影賞
  - 男主角獎：宋康昊
  - 新人導演獎：楊宇碩
- 2014年第50屆百想藝術大賞
  - 電影部門 大賞：宋康昊
  - 電影部門 作品獎
  - 電影部門 新人導演獎：楊宇碩
- 2014年Director`s CUT Awards
  - 男主角獎：宋康昊
  - 新人導演獎：楊宇碩
  - 製作人獎：崔在源
- 第51届大钟奖11项提名
  - 最佳影片
  - 最佳剧本
  - 最佳新人导演（梁宇皙）
  - 最佳男主角（宋康昊）
  - 最佳男配角（郭道元）
  - 最佳女配角（金英爱）
  - 最佳新人男演员（任時完）
  - 最佳摄影
  - 最佳照明
  - 最佳剪辑
  - 最佳美术

第35届青龙电影奖
- 最佳电影
- 最佳男主角：宋康昊
- 最佳女配角：金姈愛

## 外部連結
- NAVER上《辯護人》的資料
- 韩国电影数据库（KMDb）上《辯護人》的資料
- 互联网电影数据库（IMDb）上《辯護人》的资料（英文）
- 豆瓣电影上《辯護人》的資料 （简体中文）
- 《辯護人》在HanCinema的页面（英文）
- Box Office Mojo上《辯護人》的资料（英文）
- 爛番茄上《辯護人》的資料（英文）